# Metopius laticinctellus
Metopius laticinctellus là một loài tò vò trong họ Ichneumonidae.